# You Don't Know My Name
"You Don't Know My Name" é o primeiro single da cantora de R&B/soul Alicia Keys a ser extraído do seu segundo álbum de estúdio, The Diary of Alicia Keys , lançado em 2003. A canção ganhou o prémio Grammy de Melhor canção R&B nos prémios de  2005 e o Soul Train Music Award para Melhor Single de R&B Feminino, em 2004.  A revista Blender colocou You Don't Know My Name no número 37 na sua lista das 100 Melhores Canções de 2004.

## Créditos da canção

### Músicos
- Alicia Keys – voz, backing vocals
- John Legend – backing vocals
- Harold Lilly – backing vocals
- Sharief Hobley – guitarra
- Artie Reynolds – baixo
- Sanford Allen – violino
- Al Schoonmaker – concertino
- Kurt Briggs – violino
- Alexander Vselensky – violino
- Marion Pinheiro – violino
- Stanley Hunte – violino
- Avril Brown – violino
- Lori Miller – violino
- Xin Zhao – violino
- Richard Brice – viola
- Barry Finclair – viola
- Maxine Roach – viola
- Robert Chausow – viola
- Eileen Folson – violoncelo
- Caryl Paisner – violoncelo

### Produção
- Alicia Keys – produtora
- Kanye West – produtor
- Manny Marroquin – audio mixing
- Tony Black – engenheiro de som
- Ann Mincieli – engenheiro
- Ray Chew – arranjos de cordas

## Tabela musical
| Tabela (2003-2004)                   | Melhor posição |
| ------------------------------------ | -------------- |
| Swedish Singles Chart                | 54             |
| Swiss Singles Chart                  | 26             |
| UK Singles Chart                     | 19             |
| U.S. Billboard Hot R&B/Hip-Hop Songs | 1              |
| Tabela(2004)                         | Melhor posição |
| Austrian Singles Chart               | 48             |
| Canadian Singles Chart               | 19             |
| Dutch Top 40                         | 9              |
| European Hot 100 Singles             | 62             |
| French Singles Chart                 | 43             |
| German Singles Chart                 | 68             |
| Irish Singles Chart                  | 33             |
| Italian Singles Chart                | 17             |
| U.S. Billboard Hot 100               | 3              |

## Certificações
| País           | Provedor | Vendas  | Certificação |
| -------------- | -------- | ------- | ------------ |
| Estados Unidos | RIAA     | 500.000 | Ouro         |